# Relationer mellan Finland och Tyskland
Relationer mellan Finland och Tyskland började strax efter Finlands självständighet. Tyskland erkände Finland 4 januari 1918. Finland erkände Förbundsrepubliken Tyskland den 4 november 1972, och diplomatiska förbindelser knöts 7 januari 1973. Tyskland har en ambassad i Helsingfors, och Finland har en ambassad i Berlin.
Tyska styrkor hade en betydande roll i finska inbördeskriget. Senare var Finland allierad med Nazityskland under Fortsättningskriget.
I Tyskland bor cirka 13 000 finska medborgare.
Båda länderna är medlemmar i Europeiska unionen. 
Tyskland stöder fullt ut Finlands Nato-medlemskap.